# Gero von Brehna
Gero Graf von Brehna (* um 1020; † 1089) war ein Sohn Markgraf Dietrichs I. von der Lausitz († 1034) und Mathildes, der Tochter von Markgraf Ekkehard I. von Meißen, sowie der Bruder von Bischof Friedrich I. von Münster, Dedo II. und Thimo. Verheiratet war er mit Bertha († 1089), Tochter von Sizzo II., Graf von Schwarzburg.

## Leben
Graf Gero kämpfte zunächst gemeinsam mit seinen Söhnen in der sächsischen Adelsrevolte gegen Kaiser Heinrich IV. Im Jahr 1088 aber übertrug er dem Kaiser 158 Hufen Land. Diese lagen in der Umgebung von Helfta und Schafstädt, im südlichen Teil des Hassegaus, dem Friesenfeld. In einer Urkunde Heinrichs IV. für die bischöfliche Kirche zu Naumburg aus dem gleichen Jahr heißt es, Gero habe mit dieser Tat die Gunst des Kaisers gewinnen wollen. Gero und seine Brüder Friedrich, Dedo, Thimo und Konrad verfügten nach 1064 gemeinsam über das Kloster Gerbstedt, welches eine wettinische Eigengründung ist.

## Nachkommen
- Dietrich († 1105), Graf von Brehna ⚭ Gerburga
- Wilhelm († 1116), Graf von Camburg ⚭ Gepa von Seeburg
- Günther (* um 1045; † 1089), Bischof von Naumburg von 1079 bis 1089
- Willa, Äbtissin von Gerbstedt
- Thiedburga, Pröpstin von Gernrode